# Combinatorică
Combinatorica este ramura matematicii care se ocupă cu studiul mulțimilor (de obicei finite) de obiecte și modalitățile de a asocia sau pune laolaltă elementele individuale ale unei mulțimi. Aceasta este înrudită cu alte domenii ale matematicii, în special cu algebra, geometria și teoria probabilităților, logica, teoria informației, biomatematică având aplicabilitate și în domenii precum informatica, fizica statistică, bioinformatică și prelucrarea limbajului natural, etc. 
În particular, sunt studiate probleme de numărare (combinatorică enumerativă), de generare și de analiză (design combinatoric și teoria matroizilor), de determinare a "celui mai mare", "celui mai mic" sau a "celui mai bun" obiect al mulțimii (combinatorică extremală și optimizare combinatorică), sau cu determinarea structurilor algebrice ale acelor obiecte (combinatorică algebrică).
Combinatorica vizează atât rezolvarea de probleme cât și construcțiile teoretice, fiind dezvoltate metode teoretice puternice, începând cu sfârșitul secolului XX. Una din cele mai vechi și accesibile părți ale combinatoricii este teoria grafurilor, aceasta, la rândul ei, având conexiuni cu multe alte domenii. 
Combinatorica este folosită frecvent în informatică pentru a estima numărul de elemente ale anumitor mulțimi.

## Ramuri
- Combinatorica geometrică
- Combinatorica cuvintelor
- Combinatorica algebrică